# Milen Radukanov
Milen Petrov Radukanov (in bulgaro Милен Петров Радуканов?; Vidin, 12 dicembre 1972) è un allenatore di calcio ed ex calciatore bulgaro, di ruolo difensore.

## Palmarès

### Giocatore

#### Club

##### Competizioni nazionali
- Coppa di Bulgaria: 2

CSKA Sofia: 1992-1993
Levski Sofia: 1997-1998

### Allenatore

#### Club

##### Competizioni nazionali
- Coppa di Bulgaria: 1

CSKA Sofia: 2010-2011
- Supercoppa di Bulgaria: 1

CSKA Sofia: 2011